# باتريك كافاناف
باتريك كافاناف (بالإنجليزية: Patrick Kavanaugh)‏ هو موزع وملحن أمريكي، ولد في 20 أكتوبر 1954، وتوفي في 2 أبريل 2018.